# Musée des conscrits de Villefranche-sur-Saône
Le musée des conscrits est un musée basé à Villefranche-sur-Saône en France dont les collections sont consacrées à la tradition des conscrits ainsi qu'à celle de la fête des classes,.

## Histoire
Un premier musée dit de la conscription, situé au même endroit, existe de 2000 à 2006. En décembre 2006, un sinistre touche la maison du patrimoine qui héberge ce musée et provoque sa fermeture. Il est alors décidé de rouvrir le musée en 2007 (au même endroit) mais en orientant sa muséographie vers la tradition et la fête des classes en particulier.